# Edoardo Menichelli
Edoardo Menichelli (Sinh 1939) là một Hồng y người Italia của Giáo hội Công giáo Rôma. Ông từng đảm nhận vai trò Tổng giám mục đô thành Tổng giáo phận Ancona–Osimo trong khoảng thời gian từ năm 2004 đến năm 2017. Trước khi đến Ancona-Osimo, ông đảm nhận vai trò Tổng giám mục đô thành Tổng giáo phận Chieti–Vasto từ năm 1994.

## Thân thế và tu tập
Hồng y Menichelli sinh ngày 14 tháng 10 năm 1939 tại San Severino Marche, Italia. Xuất thân là một cậu bé mồ côi từ nhỏ, cha ông qua đời vào dịp Lễ Giáng Sinh năm ông 11 tuổi. Không lâu sau đó, mẹ ông cũng ra đi, để lại những đứa con nhỏ, một người em gái ông mới lên 4 tuổi và đứa nhỏ nhất chỉ 6 ngày tuổi.
Sau khi học trung học tại địa phương, chủng sinh Menichelli bắt đầu con đường tu học bằng việc theo học tại Chủng viện Giáo hoàng Piô IX tại Fano với các môn học triết học và thần học. Sau đó, cậu tiếp tục con đường tu tập bằng việc chuyển đến học tại Đại học Giáo hoàng Lateranô ở Roma, và tốt nghiệp tại đây với văn bằng về Thần học Mục vụ.

## Thời kỳ linh mục
Sau quá trình tu học, ngày 3 tháng 7 năm 1965, ông được thụ phong linh mục, gia nhập linh mục đoàn Giáo phận San Severino. Ngày 30 tháng 9 năm 1986, ông rời Giáo phận cũ để gia nhập vào Tổng giáo phận Camerino-San Severino Marche.
Sau khi được thụ phong linh mục, vị linh mục trẻ được bổ nhiệm làm linh mục của giáo xứ Thánh Giuse ở San Severino Marche, đồng thời cũng kiêm nhiệm việc giảng dạy về bộ môn Tôn giáo trong các trường công lập địa phương. Sau đó ba năm, năm 1968, ông được triệu tập về Rôma và đã thực hiện nhiều nhiệm vụ của mình tại đây với vai trò là một quan chức tại Tối cao Pháp viện. Sau đó từ năm 1992, ông trở thành thành viên ban thư ký Thánh bộ Công giáo Đông phương và làm việc tại đây cho đến năm 1994, đồng thời, ngoài chức vụ tại ban thư ký, linh mục Minechelli còn đóng vai trò là thư ký cá nhân của Hồng y Tổng trưởng Thánh bộ Achille Silvestrini.
Saong song với các chức danh, nhiệm vụ chính yếu, linh mục Minechelli cũng tham gia mục vụ tại giáo xứ Thánh Tâm Chúa Giêsu và Đức Maria và có chiều kích quan tâm đặc biệt đến việc chăm sóc mục vụ gia đình. Biểu hiện cho sự quan tâm, ông đóng vai trò một hướng dẫn viên về tâm linh tại phòng khám Villa Mafada trong khoảng thời gian hai thập niên. Ngoài ra, "bác sĩ" Minechelli dùng tài năng về y khoa của mình, tham gia công tác về các dịch vụ gia đình tại Gemelli Policlinic; trong nhiều năm, ông tham gia công tác giảng dạy đạo đức nghề nghiệp cho trường đào tạo điều dưỡng.

## Tổng giám mục
Ngày 10 tháng 6 năm 1994, Tòa Thánh loan báo tin Giáo hoàng đã tuyển chọn linh mục Edoardo Menichelli, 55 tuổi gia nhập Giám mục đoàn Công giáo hoàn vũ, với vị trí được bổ nhiệm là Tổng giám mục chính tòa Tổng giáo phận Chieti-Vasto. Lễ tấn phong cho vị tân chức đã được tổ chức sau đó vào ngày 9 tháng 7 cùng năm. Chủ sự nghi thức truyền chức là ba vị giáo sĩ cấp cao, gồm chủ phong là Hồng y Achille Silvestrini, Tổng trưởng Thánh bộ Công giáo Đông Phương. Hai vị giáo sĩ khác, với cùng vai trò phụ phong bao gồm Tổng giám mục Antonio Valentini, Nguyên Tổng giám mục Chieti-Vasto và Tổng giám mục Piergiorgio Silvano Nesti, C.P., Tổng giám mục Tổng giáo phận Camerino-San Severino Marche. Tân giám mục chọn châm ngôn giám mục của mình là:Sub lumine matris.
Sau gần 10 năm đảm nhiệm công tác tại Tổng giáo phận Chieti-Vasto, ngày 8 tháng 1 năm 2004, Tòa Thánh loan tin đã quyết định thuyên chuyển Tổng giám mục Menichelli đến nhiệm sở mới, cụ thể với chức danh tương đương, Tổng giám mục Tổng giáo phận Ancona-Osimo. Tân Tổng giám mục Ancona-Osimo cử hành các nghi thức nhận giáo phận mới sau khi được loan tin thuyên chuyển hai tháng, vào ngày 7 tháng 3.

## Hồng y
Giáo hoàng Phanxicô công bố chọn Tổng giám mục Menichelli làm Hồng y. Nhận được tin, các nữ tu phục vụ tại Tòa giám mục của Tân hồng y vui sướng hò reo - như lời thuật lại của ông. Tiếp chuyện, ông cho biết họ nhanh chóng tiến vào và loan báo tin vui về việc Giáo hoàng đã chọn ông làm Hồng y. Đáp lại sự vui sướng của các nữ tu, vị hồng y tân cử không tin họ và yêu cầu các nữ tu này tiếp tục công việc họ đang làm dở dang, sau đó tiếp tục trở lại công việc viết lách của mình. Tân Hồng y cho biết ông chỉ thực sự tin rằng tin được chọn làm hồng y là đúng khi các cuộc điện thoại dồn dập đến sau đó.
Trong Công nghị Hồng y 2015 cử hành ngày 14 tháng 2, Giáo hoàng Phanxicô vinh thăng Tổng giám mục Menichelli tước vị Hồng y Nhà thờ Sacri Cuori di Gesù e Maria a Tor Fiorenza. Tân hồng y đến nhận nhà thờ hiệu tòa của mình sau đó vào ngày 12 tháng 6.
Ông được chấp thuận đơn xin về hưu theo Giáo luật ngày 14 tháng 7 năm 2017.